# Aden x Asme
Aden x Asme è un duo musicale svedese formatosi nel 2017. È costituito dai rapper Aden e Asme.

## Storia del gruppo
12 till 12 (2019), primo album in studio del duo, è arrivato nella top ten della Sverigetopplistan e ha superato la soglia delle 60 000 unità equivalenti, venendo certificato doppio platino dalla IFPI Sverige. Anche l'LP successivo ha replicato il successo del disco precedente, finendo al 5º posto e vendendo 15 000 esemplari. La IFPI Sverige ha assegnato al duo tre ulteriori dischi d'oro e sette di platino, equivalenti a 680 000 unità di vendita certificate.
Sono stati premiati con un P3 Guld al gruppo dell'anno.

## Formazione
- Aden – voce
- Asme – voce

## Discografia

### Album in studio
- 2019 – 12 till 12
- 2021 – Sista 12

### Singoli
- 2019 – Starta vågen
- 2021 – Känn ingen sorg för mig Göteborg (con Håkan Hellström)
- 2021 – Egen
- 2021 – Skjuter